# 399 a.C.
Il 399 a.C. (CCCXCIX a.C. in numeri romani) è un anno  del IV secolo a.C.

## Eventi
- In Atene è arconte epònimo Aristocrate. La sua carica segue all'arcontato di Lachete del 400 a.C.
- A Sparta Cinadone attua una congiura, poi scoperta.
- In Egitto si proclama faraone Neferite.
- Il filosofo Socrate viene condannato a morte per empietà e corruzione della gioventù, e si rifiuta di fuggire, bevendo la cicuta.
- Oreste di Macedonia succede ad Archelao nella carica di re di Macedonia.
- Agesilao II succede al fratello Agide II nella carica di re di Sparta.
- Roma
  - Tribuni consolari Gneo Genucio Augurino, Lucio Atilio Prisco, Marco Pomponio Rufo, Gaio Duilio Longo, Marco Veturio Crasso Cicurino e Volero Publilio Filone
  - Viene celebrato il primo lettisternio, banchetto in onore degli dei.

## Morti
- Amirteo, sovrano egizio
- Socrate, filosofo greco antico